# Rotskär
Rotskär är en ö i Dalälven, nära älvens mynning, belägen i tätorten Skutskär. På ön återfinns Rotskärsskolan. Öns dokumenterade historia går tillbaka till 1500-talet.